# Intento de asesinato de Gerald Ford en San Francisco

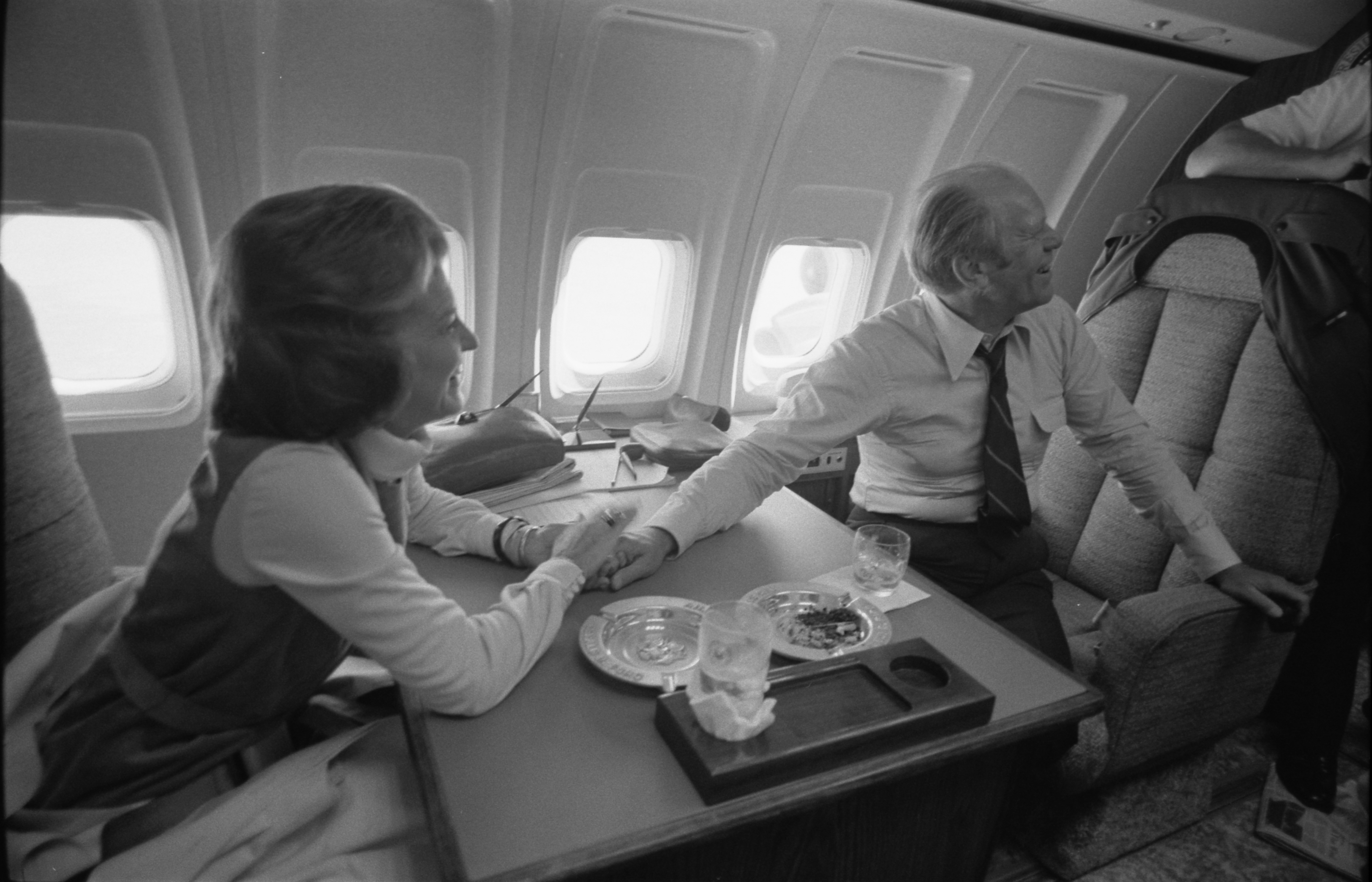
El presidente Ford con su esposa Betty a bordo del vuelo de regreso a Washington D. C. desde San Francisco más tarde el mismo día del intento de asesinato.

El 22 de septiembre de 1975, Sara Jane Moore intentó asesinar al presidente estadounidense Gerald Ford, después de que éste hubiera pronunciado un discurso ante el Consejo de Asuntos Mundiales. Moore disparó dos tiros al presidente con un revólver especial .38, pero ambos fallaron. Ford había sobrevivido a un intento de asesinato anterior 17 días antes, y después del segundo intento, el presidente usaba una gabardina a prueba de balas cuando estaba en público. El 15 de enero de 1976, Moore fue condenada a cadena perpetua por el intento, quedando en libertad condicional el 31 de diciembre de 2007.

## Antecedentes
Sara Jane Moore había sido evaluada por el Servicio Secreto a principios de 1975, pero los agentes habían llegado a la conclusión de que no representaba ningún peligro para el presidente. La policía la detuvo por un cargo de portación ilegal de armas el día antes del intento de asesinato, pero fue liberada. La policía confiscó su revólver calibre .44 y 113 cartuchos.

## Intento de asesinato
A las 3:30 A las tres de la tarde, después de hablar ante el Consejo de Asuntos Mundiales, Ford salió de la entrada de Post Street del hotel St. Francis en Union Square y luego caminó hacia su limusina. Antes de subir al vehículo, se detuvo y saludó a la multitud que se había reunido al otro lado de la calle.
Sara Jane Moore estaba parada entre la multitud a 40 pies de distancia de Ford cuando disparó dos tiros con su revólver especial .38 . El primer disparo no alcanzó la cabeza de Ford por 5 pulgadas y atravesó la pared sobre la puerta por la que Ford acababa de salir. Un transeúnte llamado Oliver Sipple escuchó el sonido del primer disparo y se lanzó hacia Moore, agarrándola del brazo que disparaba antes de que apretara el gatillo por segunda vez. El segundo disparo alcanzó a John Ludwig, un taxista de 42 años que se encontraba dentro del hotel, en la ingle. Ludwig sobrevivió.
El capitán de la policía de San Francisco, Timothy Hettrich, agarró a Moore y le arrebató el arma de la mano. Muchos otros oficiales se unieron inmediatamente para someter a Moore. Mientras tanto, el equipo del Servicio Secreto del presidente empujó a Ford a su limusina, donde el Servicio Secreto y Donald Rumsfeld yacían encima de él. La limusina corrió hacia el Aeropuerto Internacional de San Francisco (SFO), donde Ford abordó el Air Force One y, después de que se le uniera la primera dama, voló de regreso a Washington D. C.
Moore explicó en una entrevista de 2009 que su motivo era provocar una revolución violenta para traer cambios a Estados Unidos.

## Repercusión histórica

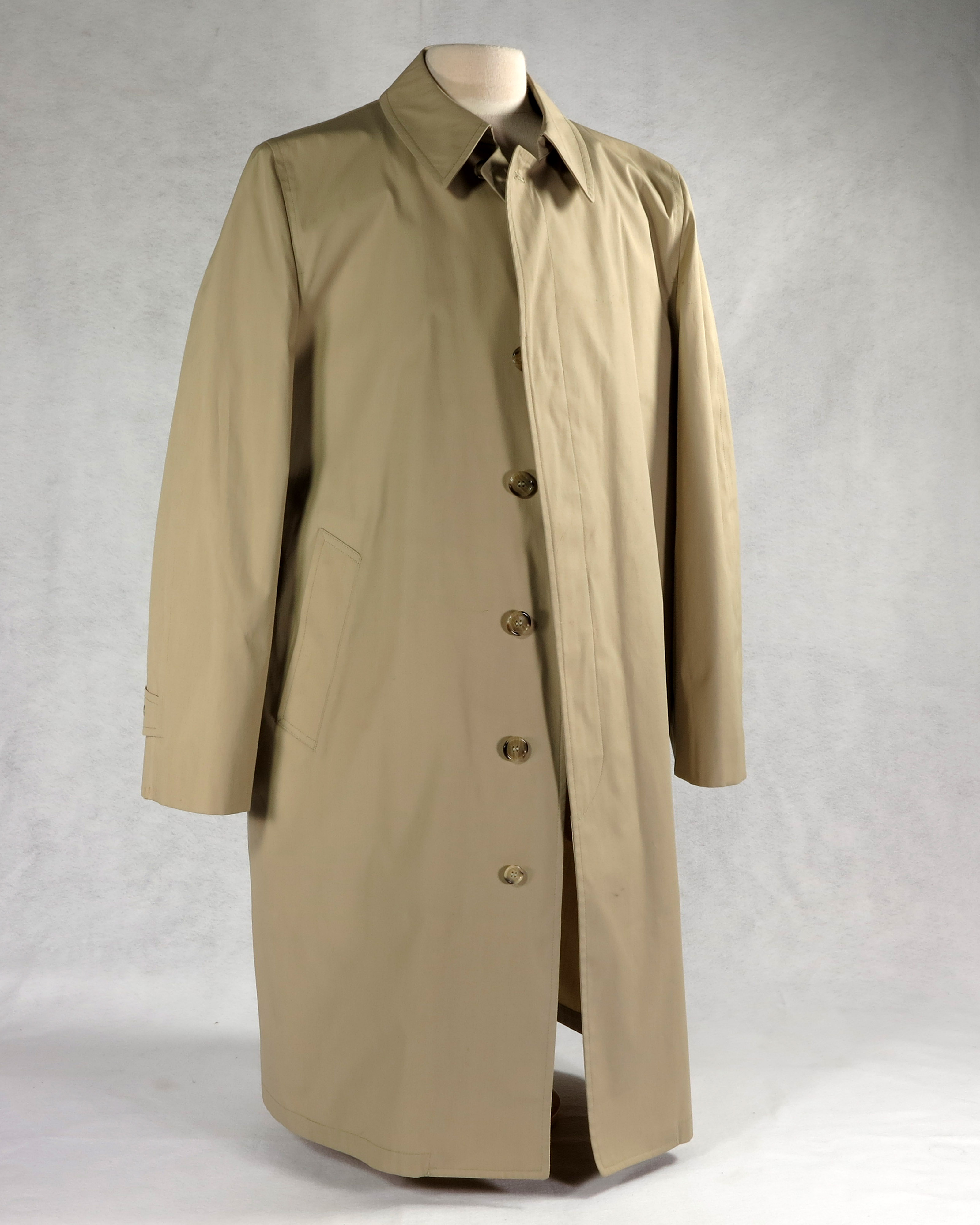
La gabardina antibalas que Ford empezó a usar en público en octubre de 1975 con motivo de los dos intentos de asesinato que sufrió el mes anterior.

Sara Jane Moore se declaró culpable de los cargos de intento de asesinato el 12 de diciembre de 1975. Al mes siguiente, el 15 de enero de 1976, fue condenada a cadena perpetua. El 31 de diciembre de 2007, a la edad de 77 años, Moore fue puesta en libertad condicional.
Oliver Sipple fue elogiado en el lugar por el Servicio Secreto y la Policía de San Francisco por sus acciones; los medios lo retrataron como un héroe nacional. Tres días después del intento de asesinato en San Francisco, Sipple recibió una carta del presidente Ford elogiándolo por sus acciones heroicas.
Después de que el presidente Ford fue llevado rápidamente a la pista de la OFS en su limusina, rápidamente abordó el Air Force One. Sin embargo, antes de que Ford pudiera emprender su viaje de regreso a la capital del país, el avión tuvo que esperar a su esposa Betty, la primera dama, que cumplía su propia agenda de eventos en la Península.